# Phyllozelus dolichostylus
Phyllozelus dolichostylus är en insektsart som beskrevs av Wei Ying Hsia och Xiangwei Liu 1991. Phyllozelus dolichostylus ingår i släktet Phyllozelus och familjen vårtbitare. Inga underarter finns listade i Catalogue of Life.